# 工藤強勝
工藤 強勝（くどう つよかつ、1948年 - 2023年1月23日）は、エディトリアルデザインを中心に活躍する日本のグラフィックデザイナー、エディトリアルデザイナーである。デザイン実験室主宰。

## 人物
岩手県生まれ。もともとはNTTのエンジニアであったが退職し、桑沢デザイン研究所でデザインを学びグラフィックデザイナーになる。同じエディトリアルの領域で活躍する戸田ツトム、木村久美子は桑沢の同期である。
武蔵野美術大学視覚伝達デザイン学科講師を経て、2006年より東京都立大学システムデザイン学部インダストリアルアートコース教授、2014年まで客員教授。2018年よりNPO法人 日本タイポグラフィ協会 専務理事。2020年より桑沢デザイン研究所第11代所長。
近年の著書に「デザイン解体新書」がある。2017年、講談社出版文化賞ブックデザイン賞受賞。

## 主な経歴
・1967年、岩手県立盛岡工業高校 機械科卒業
・1967年、日本電信電話公社 東京電気通信局：現NTT（〜1971年5月）
・1971年、専門学校 桑沢デザイン研究所 リビングデザイン科入学
・1973年、専門学校 桑沢デザイン研究所 リビングデザイン科卒業
・1976年、デザイン実験室 設立・代表：東京都港区南青山2丁目（〜現在）
・1995年、武蔵野美術大学 造形学部 視覚伝達デザイン学科 講師（〜2006年3月）
・2006年、武蔵野美術大学 造形学部 デザイン情報学科 講師（〜2009年3月）
・2006年、公立大学法人 首都大学東京 システムデザイン学部・大学院研究科インダストリアルアート学科・学域 教授（〜2013年3月）
・2007年、公立大学法人 首都大学東京 システムデザイン学部・大学院研究科インダストリアルアート学科長（〜2008年3月）
・2013年、公立大学法人 首都大学東京 システムデザイン学部・大学院研究科インダストリアルアート学科・学域 客員教授（〜2014年3月）
・2019年、専門学校 桑沢デザイン研究所 総合デザイン科 卒業制作ゼミ講師
・2020年、専門学校 桑沢デザイン研究所 第11代所長
- 2023年1月23日、死去[1][2]。74歳没。

## 所属団体
・NPO法人 日本タイポグラフィ協会 専務理事（2013.4〜2018.3 理事長）
・公益社団法人 日本グラフィックデザイナー協会（2012.6〜2018.5 理事会監事ほか）
・NPO法人 東京タイプディレクターズクラブ

## 主な仕事
・建築雑誌 月刊『SD』(鹿島出版会) アートディレクション&デザイン（1985.1〜1990.12）
・総合文化誌 月刊『太陽』(平凡社) デザイン（1987.1〜1989.12）
・季刊『別冊太陽』(平凡社) アートディレクション&デザイン（1990.3〜1991.1）
・写真雑誌 隔月刊『風景写真』(風景写真出版) アートディレクション&デザイン（2006.1〜現在）
・佐倉市立美術館 企画展・現代美術 アートディレクション&デザイン（1994.4〜2003.3）
・岩手県立美術館 企画展・広報物 アートディレクション&デザイン（2001.4〜2011.3）
・世田谷美術館・兵庫県立美術館 企画展『冒険王・横尾忠則』展 全グラフィックアートディレクション&デザイン（2008.4）
・学校法人桑沢学園 展覧会図録『SO＋ZO展 未来をひらく造形の過去と現在 1960s→」アートディレクション&デザイン（2010.11）
・建築作品集（TOTO出版）『内藤廣の建築 1992-2004 1』『内藤廣の建築 2005-2013 2』 ［全2巻］アートディレクション&デザイン（2012.7ー2014.1）

## 主な展覧会および出展
・「TAKEO PAPER WORD ’94 四六の本屋街『博覧強勝堂』開店 （アートフォーラム六本木 竹尾 1994）
・「写楽参上200年記念『グラフィック写楽67人ポスター展』」出品 （渋谷パルコギャラリー 毎日新聞社 1995）
・「TOKYO blind date ポスター展」［3人展］（アムステルダム オランダデザイン研究所 1998）
・「岩手グラフィックデザインの流れ 1910ー2002展」出品（萬鉄五郎記念美術館 2002）
・「タイポグラフィをめぐる書物の森」展 企画監修（竹尾 見本帖本店2F 2019）

## 主な著書
・『編集デザインの教科書 〈第1版〉〜〈第4版〉』(日経BP社) （1999—2015）
・『デザイン解体新書』(ボーンデジタル) （2006）
・『文字組デザイン講座』(誠文堂新光社) （2018）

## 主な受賞
・「第33回全国カタログ・ポスターコンクール展［工業技術院長賞］」(日本印刷産業連合会 1991)
・「第7回桑沢賞」(桑沢デザイン研究所同窓会 1999)
・「第52回全国カタログ・ポスター展カタログ部門〈金賞〉［経済産業省商務情報政策局長賞］」(同上 2010)
・「第45回造本装幀コンクール［ユネスコ・アジア文化センター賞］(日本書籍出版協会 2010)
・「第48回講談社出版文化賞［ブックデザイン賞］」(講談社 2017)